# 倉澤豊哲
倉澤 豊哲（くらさわ とよあき、1948年（昭和23年）1月21日 - 2019年（平成31年）2月27日）は、日本の警察官僚。元近畿管区警察局長。位階は従四位。

## 略歴
- 京都大学法学部卒業
- 1970年（昭和45年）4月：警察庁入庁
- 1990年（平成2年）10月：警察庁長官官房装備課長
- 1992年（平成4年）4月：岐阜県警察本部長
- 1993年（平成5年）8月：警察庁交通局交通企画課長
- 1994年（平成6年）11月：大阪府警察本部警務部長
- 1996年（平成8年）3月：警察庁長官官房審議官（生活安全局担当）
- 1997年（平成9年）8月：福岡県警察本部長
- 1999年（平成11年）8月：九州管区警察局長
- 2000年（平成12年）8月：近畿管区警察局長
- 2001年（平成13年）9月：財団法人日本消防協会常務理事
- 2005年（平成17年）10月：首都高速道路株式会社監査役
- 2018年（平成30年）4月：瑞宝中綬章受章
- 2019年（平成31年）2月：死去。叙従四位[1]。